# Embalse de San Lorenzo
Embalse de San Lorenzo är en reservoar i Colombia.   Den ligger i departementet Antioquía, i den centrala delen av landet, 220 km nordväst om huvudstaden Bogotá. Embalse de San Lorenzo ligger 1 246 meter över havet. Arean är 6,3 kvadratkilometer. I omgivningarna runt Embalse de San Lorenzo växer i huvudsak städsegrön lövskog. Den sträcker sig 6,6 kilometer i nord-sydlig riktning, och 5,8 kilometer i öst-västlig riktning.